# Cier-de-Luchon
Cier-de-Luchon là một xã thuộc tỉnh Haute-Garonne trong vùng Occitanie ở tây nam nước Pháp. Xã nằm ở khu vực có độ cao trung bình 600 mét trên mực nước biển.